# Harar Bira Stadium
Harar Bira Stadium – wielofunkcyjny stadion w Harerze, w Etiopii. Obiekt może pomieścić 5000 widzów. Swoje spotkania rozgrywa na nim drużyna Harar Beer Botling FC.